# 隅田公園駅
隅田公園駅（すみだこうえんえき）は、かつて東京都本所区に存在した東武鉄道伊勢崎線の鉄道駅。

## 概要
1923年（大正12年）9月1日の関東大震災の後、東武鉄道は従来ターミナル駅としていた浅草駅から花川戸を経由して上野駅にいたる3.9 kmの高架線の免許申請を行った。状況さえ許せば東京駅にも進出する腹積もりであったが、最終的には花川戸までの1.1キロのみが免許されたにとどまった。同じころ、隅田川畔に震災復興公園の一つである隅田公園が設置されることとなり、公園の予定地と東武の計画線が重なることとなったが、東武への免許には「路線が公園内を通過しないこと」と、「公園の利用と風致を阻害しないような施設を建設すること」の2つが条件として付されていた。延長工事は1927年（昭和2年）12月15日に開始されたが、浅草雷門駅と隅田川橋梁の設計変更がしばしばあったことから工事は伸び気味となった。このような紆余曲折の末、予定より1年5か月遅れた1931年（昭和6年）5月25日、ついに浅草雷門駅までの延伸を果たした。延長線部分は「雷門線」とも「花川戸線」とも呼称された。
当駅は、延伸区間で唯一の中間駅として開設された。浅草駅を発車した列車が、隅田川橋梁を渡ってカーブを通過した所にあり、駅のロケーションは北十間川の北縁かつ隅田公園の南縁に沿う形で設置され、名前の通りに公園の最寄り駅となった。立派なホーム上屋を持つ高架駅であって、ホームの有効長も長く取られていた。また構内には分岐器があり、このことから「停車場」として扱われていた。しかしながら、駅の利用率は近接の浅草雷門、業平橋に近かったためかわずかであり、太平洋戦争による戦時体制が濃くなった1943年（昭和18年）には東上線玉淀駅、亀戸線虎橋通駅とともに不要不急駅の整理の対象となって廃止されることとなった。最も廃止申請の際、隅田公園駅のみ「向こう3年の休止」として申請された。昭和18年12月24日付で許可書が届き、隅田公園駅はこれに基づいて昭和18年12月30日限りで休止となった。駅施設は休止中の1945年（昭和20年）3月9日から10日にかけての東京大空襲で焼失した。
戦争終結後も休止申請を繰り返し行っていたが、1958年（昭和33年）に至って、同じく休止中であった亀戸線十間橋通駅とともに正式に廃止されることとなり、隅田公園駅は営業再開する事無く、昭和33年10月22日に廃止認可申書が届いたことにより正式に廃止となった。構内の分岐器は、当初東武は非常用に残す方針であったが、最終的には撤去された。

## 沿革
- 1931年（昭和6年）5月25日 - 浅草雷門 - 業平橋間開業と共に開設[13][14][15]。
- 1943年（昭和18年）12月30日 - 営業休止[14]。
- 1945年（昭和20年）3月10日 - 東京大空襲によりホーム焼失[10]。
- 1958年（昭和33年）10月22日 - 廃止[14]。

## 駅跡

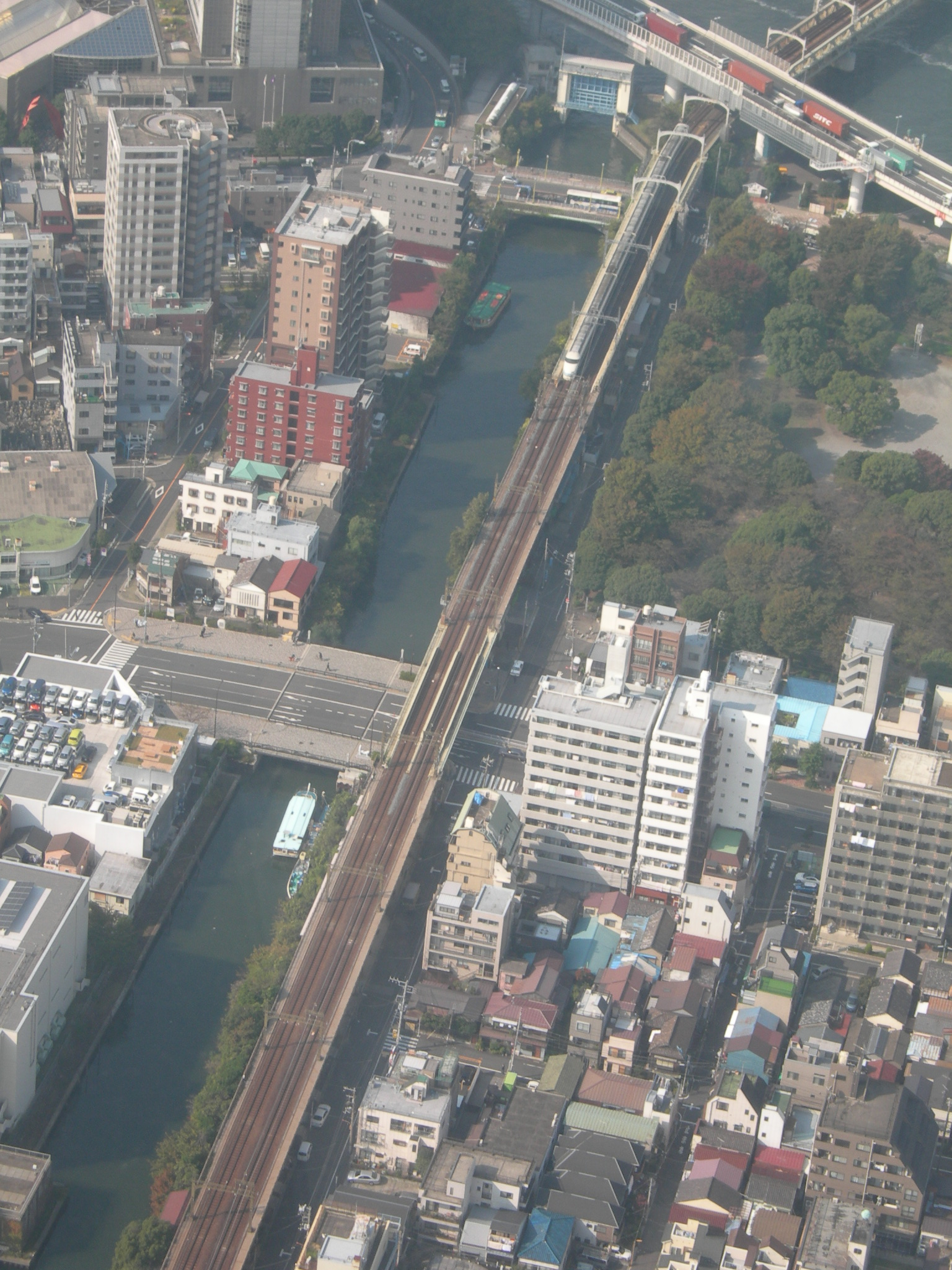
東京スカイツリー「天望デッキ」から望む隅田公園駅跡（スペーシアがいるあたりが跡地）

高架は開業当時のまま使われているため、高架上にプラットホームの土台部分の跡が残っており、車内からも確認できる。1985年（昭和60年）の時点では高架下の建物の壁に階段の跡がくっきりと残っていたが、後に建物が取り壊されたため現存しない。2020年（令和2年）以降、駅跡付近の高架下は商業施設「東京ミズマチ」のウエストゾーンとなっている。
なお、隅田川橋梁に浅草駅の両渡り線があり、信号機が設置されているため、駅跡付近に上り列車が停車することがある。